# Stekeloesters

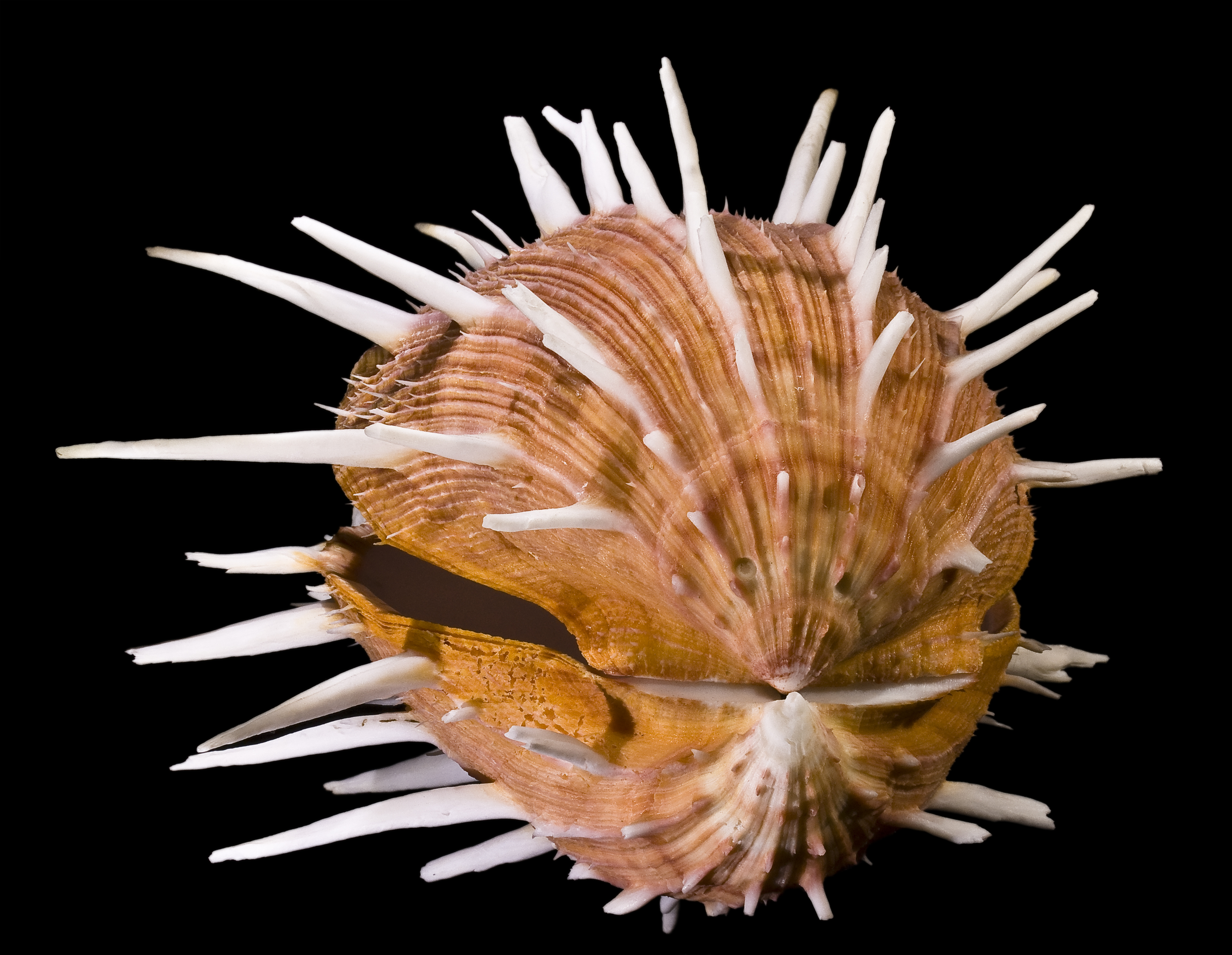
een schelp van Spondylus regius

De stekeloesters (Spondylus) behoren tot het enige geslacht tweekleppigen uit de familie Spondylidae.

## Kenmerken
De schelp, die door algen en andere aangroeisels nauwelijks zichtbaar is, is bezet met lange stekels. De begroeiing zorgt voor een goede camouflage. De schelp wordt twintig centimeter in diameter.

## Verspreiding en leefgebied
Stekeloesters komen meestal voor op rotsformaties en koraalriffen.

## Handel
Archeologische vondsten tonen aan dat mensen uit het Laat-Neolithicum de schelpen van de stekeloesters (Spondylus gaederopus) verhandelden vanaf 4500 v. Chr. (Grafveld van Varna). De schelpen waren afkomstig uit de Egeïsche Zee, maar werden ook verkocht in Midden-Europa.

## Soorten
- Spondylus americanus Hermann, 1781
- Spondylus anacanthus Mawe, 1823
- Spondylus asiaticus Chenu, 1844
- Spondylus asperrimus G.B. Sowerby II, 1847
- Spondylus aurispinae Damarco & Bologna, 2009
- Spondylus avramsingeri Kovalis, 2010
- Spondylus barbatus Reeve, 1856
- Spondylus butleri Reeve, 1856
- Spondylus calcifer Carpenter, 1857
- Spondylus candidus Lamarck, 1819
- Spondylus clarksoni Limpus, 1992
- Spondylus concavus Deshayes in Maillard, 1863
- Spondylus crassisquama Lamarck, 1819
- Spondylus croceus Schreibers, 1793
- Spondylus cruentus Lischke, 1868
- Spondylus cumingii Sowerby, 1847
- Spondylus darwini Jousseaume, 1882
- Spondylus deforgesi Lamprell & Healy, 2001
- Spondylus depressus Fulton, 1915
- Spondylus dutempleanus Linnaeus, 1758
- Spondylus eastae Lamprell, 1992
- Spondylus echinatus Schreibers, 1793
- Spondylus electrum Reeve, 1856
- Spondylus erectospinosus Habe, 1973

- Spondylus erectospinus Habe,1973
- Spondylus erinaceus Reeve, 1856
- Spondylus exiguus Lamprell & Healy, 2001
- Spondylus exilis G.B. Sowerby III, 1895
- Spondylus fauroti Jousseaume, 1888
- Spondylus foliaceus Schreibers, 1793
- Spondylus fragilis Sowerby, 1847
- Spondylus gaederopus Linnaeus, 1758
- Spondylus gilvus Reeve, 1856
- Spondylus gloriandus Melvill & Standen, 1907
- Spondylus gloriosus Dall, Bartsch & Rehder, 1938
- Spondylus gravis Fulton, 1915
- Spondylus groschi Lamprell & Kilburn, 1995
- Spondylus gussoni (O. G Costa, 1829)
- Spondylus hawaiiensis Dall, Bartsch & Rehder, 1938
- Spondylus heidkeae Lamprell & Healy, 2001
- Spondylus hystrix Röding, 1798
- Spondylus ictericus Reeve, 1856
- Spondylus imbutus Reeve, 1856
- Spondylus imperialis Chenu, 1843
- Spondylus japonicus Kur
- Spondylus lamarcki Chenu, 1845
- Spondylus layardi Reeve, 1856
- Spondylus leucacanthus Broderip, 1833

- Spondylus limbatus G.B. Sowerby II, 1847
- Spondylus linguaefelis Sowerby, 1847
- Spondylus longitudinalis Lamarck, 1819
- Spondylus maestratii Lamprell & Healy, 2001
- Spondylus marisrubri Röding, 1798
- Spondylus microlepos Lamarck, 1819
- Spondylus mimus Dall, Bartsch & Rehder, 1938
- Spondylus multimuricatus Reeve, 1856
- Spondylus multisetosus Reeve, 1856
- Spondylus nicobaricus Schreibers, 1793
- Spondylus occidens Sowerby, 1903
- Spondylus ocellatus Reeve, 1856
- Spondylus orstomi Lamprell & Healy, 2001
- Spondylus ostreoides E. A. Smith, 1885
- Spondylus plurispinosus Reeve, 1856
- Spondylus powelli Smith, 1892
- Spondylus pratii Parth, 1990
- Spondylus princeps Broderip, 1833
- Spondylus proneri Lamprell & Healy, 2001
- Spondylus raoulensis Oliver, 1915
- Spondylus reesianus G.B. Sowerby III, 1903
- Spondylus regius Linnaeus, 1758
- Spondylus rippingalei Lamprell & Healy, 2001
- Spondylus rubicundus Reeve, 1856

- Spondylus sanguineus Dunker, 1852
- Spondylus senegalensis Schreibers, 1793
- Spondylus setiger Reeve, 1846
- Spondylus sinensis Schreibers, 1793
- Spondylus smythaea Lamprell, 1998
- Spondylus somalicus M. Parth & R. Philippe, 1992
- Spondylus spinosus Schreibers, 1793
- Spondylus squamosus Schreibers, 1793
- Spondylus swinneni Lamprell, Stanisic & Clarkson, 2001
- Spondylus tenellus Reeve, 1856
- Spondylus tenuis Schreibers, 1793
- Spondylus tenuispinosus G.B. Sowerby II, 1847
- Spondylus tenuitas Garrard, 1966
- Spondylus variegatus Schreibers, 1793
- Spondylus varius Sowerby,1829
- Spondylus versicolor Schreibers, 1793
- Spondylus vexillum Reeve, 1856
- Spondylus victoriae G.B. Sowerby II, 1860
- Spondylus violacescens Lamarck, 1819
- Spondylus virgineus Reeve, 1856
- Spondylus wrightianus Crosse, 1872
- Spondylus zonalis Lamarck, 1819